# Kantonesischer gesalzener Fisch

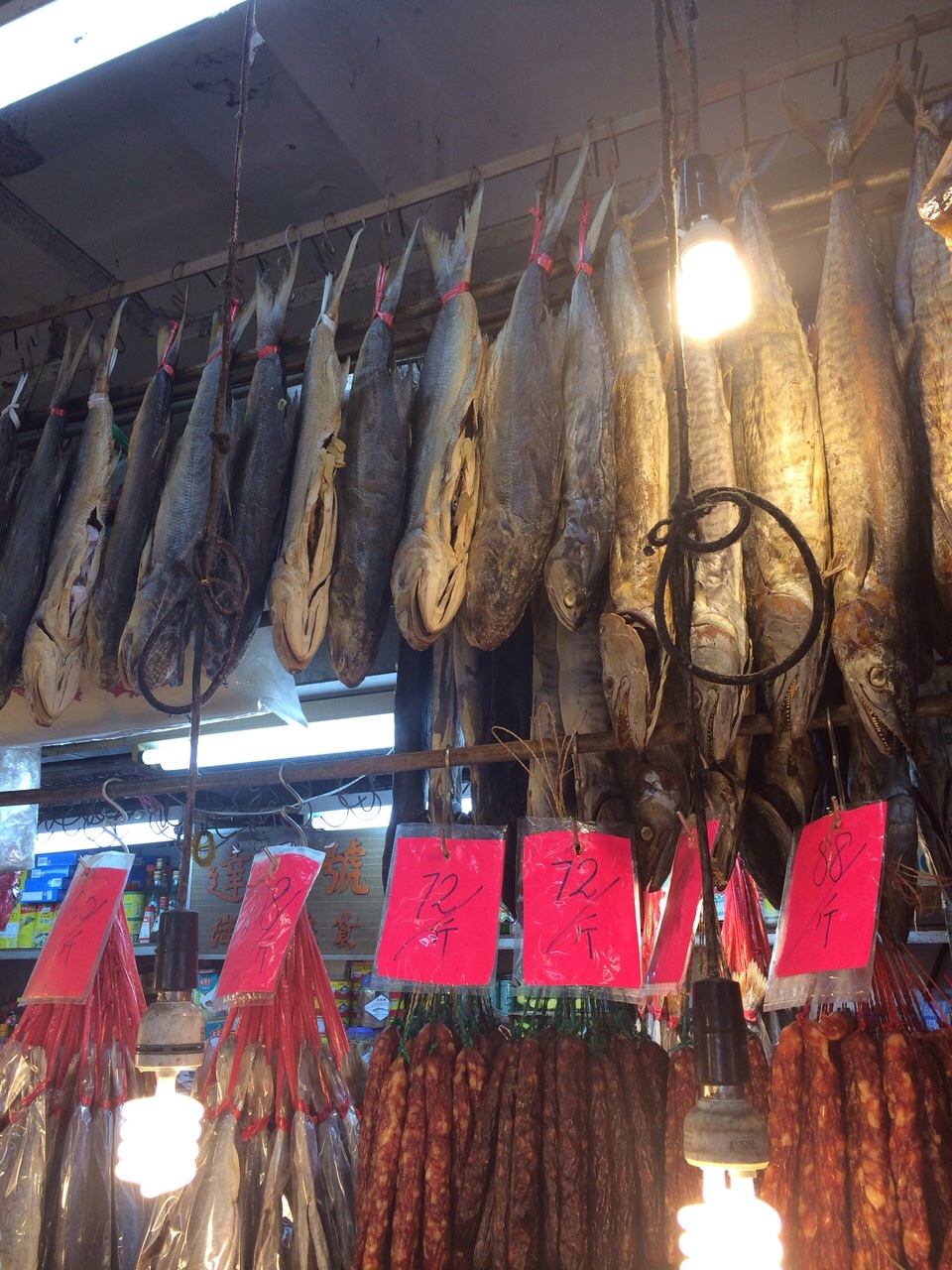
Kantonesischer gesalzener Fisch (Verkauf)

Kantonesischer gesalzener Fisch (chinesisch 廣東鹹魚 / 广东咸鱼, Pinyin Guǎngdōng Xiányú, Jyutping Gwong2dung1 Haam4jyu4*2, englisch Cantonese Salted Fish – „gepökelter Fisch nach Kantonesischer Art“; auch bekannt als „gesalzener Fisch nach chinesischer Art“ englisch Chinese-style Salted Fish) ist ein traditionelles chinesisches Lebensmittel aus der Provinz Guangdong. Es ist ein mit Salz konservierter oder gepökelter Fisch und gilt als Grundnahrungsmittel in Guangdong. Als traditionelles Nahrungsmittel ist der Pökelfisch nach Kantonesischer Art nach wie vor in vielen kantonesischen Haushalten zu finden. Jedoch geht seine Popularität heute wegen verschiedener Aspekte wie gesundheitliche oder wirtschaftliche Aspekte als Lebensmittel zurück. Historisch nannte man ihn auch das „Essen des armen Mannes“, da er einerseits günstig ist und andererseits durch seine extreme Salzigkeit dem einfachen Essen auf Reisbasis Abwechslung verleiht. Aufgrund einer hohen Inzidenz von Nasopharynxkarzinomen, einer heute extrem seltenen Art des Nasen- und Kopfkrebs, konnte bereits in den 1960er Jahren eine Verbindung zwischen einem großen Verzehr des Gerichts und Krebs hergestellt werden. Das Gericht gelangte dadurch auf die Liste der bekannten Karzinogene der Gruppe 1.

## Geschichte
In der Vergangenheit hatten große Städte wie Guangzhou in Südchina eine große Bevölkerung ohne Zugang zu irgendeiner Art von Lebensmittelkonservierung. Um das Verrotten von Fleisch bei Raumtemperatur zu überwinden, wurden eine Reihe von Methoden populär, wie z. B. die Trocknung, das Einmachen und Salzen (Pökeln). In der Küstenprovinz Guangdong sind Meeresfrüchte wie Fisch eine wichtige Nahrungsquelle. Daher konzentrierten sich die Bemühungen zur Lebensmittelkonservierung in erster Linie auf Fisch, und die schließliche Konvergenz dieser Techniken führte zur Entstehung der Speise und des Gerichts.

## Variationen

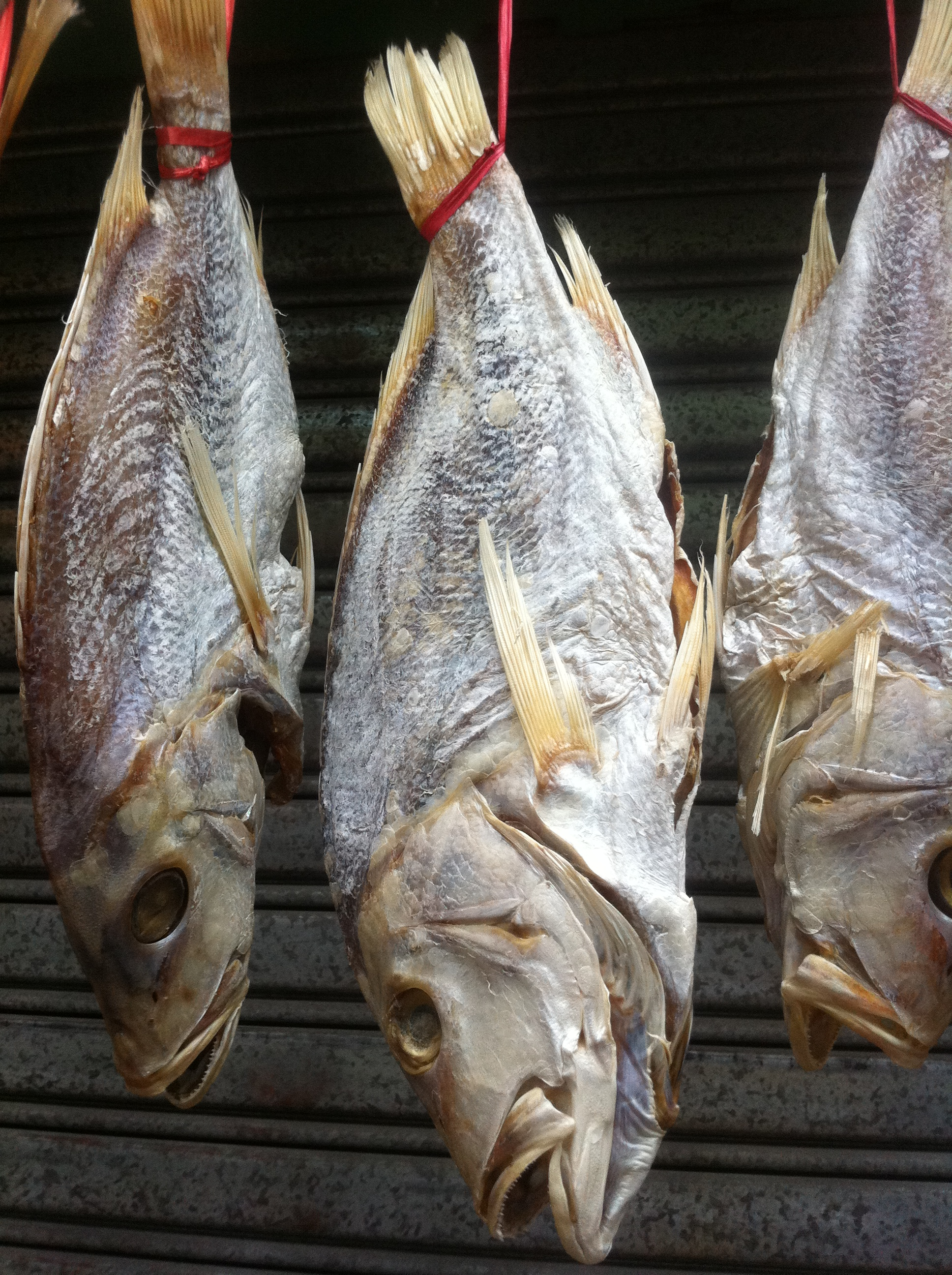
Hängender gesalzener Fisch – mit dem Kopf nach unten in Hongkong

Eine große Auswahl an Fischarten kann als gesalzener kantonesischer Fisch zubereitet werden. Die häufigsten Fischarten sind Eleutheronema tetradactylum (mayou, 馬友) und Ilisha elongata (qiubai, 鰽白). Andere Fischarten wie Pseudosciaena crocea (hunghuayu, 黃花魚) und Bahaba taipingensis (baihuayu, 白花魚) können ebenfalls verwendet werden. Neben den verschiedenen Fischarten kann der kantonesische gesalzene Fisch durch den Verarbeitungsprozess in zwei Hauptarten unterteilt werden: meixiang (霉香) und shirou (實肉).
Für meixiang (霉香) – der „duftende gesalzene Fisch“ – werden Fische mit dickeren Körpern wie Scomberomorus (jiaoyu, 鮫魚) und Eleutheronema tetradactylum bevorzugt. Es dauert zwischen 7 und 8 Tage, bis der gesalzene Fisch nach Meixiang-Art fermentiert ist, danach wird er mit Salz gewürzt und in der Sonne getrocknet. Gesalzener Fisch nach Méixiāng-Art hat einen intensiven, salzigen, duftenden Geschmack, der ihn für den direkten Verzehr ungeeignet macht. Méixiāng-Salzfisch wird normalerweise roh oder nach dem Dämpfen zerkleinert oder in kleine Stücke geschnitten und als Beilage oder zum Würzen verwendet.
Für shirou (實肉) hingegen – der „festfleischige gesalzene Fisch“ – muss nicht fermentiert werden; er wird durch Würzen zubereitet, gefolgt von Lufttrocknung in direkter Sonne. Fische mit dünneren Körpern wie Ilisha elongata werden üblicherweise zur Zubereitung von shirou verwendet. Anders als gesalzener Fisch nach Méixiāng-Art kann shirou nach dem Frittieren oder Dämpfen direkt ohne Beilage gegessen werden.
In Tai O, einem Fischerdorf auf der Insel Lantau in Hongkong, ist die beliebteste Art kantonesischen gesalzenen Fisch herzustellen, die vertikale Marinierungsmethode (chayan, 插鹽). Bei dieser Methode werden Fische wie der Ilisha elongata (qiubai) und Eleutheronema tetradactylum (mayou) zuerst ausgenommen, gewaschen und senkrecht mit dem Kopf nach unten in einen Salzhaufen gesteckt. Durch die Schwerkraft kann der Saft des Fisches aus dem Maul fließen. Durch diese Methode kann der gesalzene Fisch so trocken wie möglich gehalten werden.

## Gerichte
Gekochter Reis mit gedämpftem Salzfisch (蒸鹹魚送飯)Zheng xianyu song fan (蒸鹹魚送飯), gedämpfter Salzfisch mit Reis: Dies ist die Speise in ihrer einfachsten Form serviert. Ein Stück Salzfisch wird während des Reiskochens auf den Reis gelegt. Der heiße Dampf des Reises gart den Fisch und der typische Geschmack des gepökeltem Fischs überträgt sich auf den Reis. Sobald der Reis fertig gekocht ist, wird der Fisch mit der Spitze eines Stäbchens zerkleinert, die Gräten entfernt und das Fleisch mit dem Reis vermischt.
Gedämpftes Schweinehackfleisch mit gesalzenem Fisch (鹹魚蒸肉餅)Xianyu zheng roubing, (鹹魚蒸肉餅), gedämpftes Schweinehackfleisch mit gesalzenem Fisch ist eine einfache Hausmannskost und verbreitetes Gericht der lokalen Küche. Das beliebte Gericht wird in verschiedenen lokalen Restaurants und Restaurantketten wie beispielsweise Café de Coral, Fairwood oder Kungfu gern angeboten.
Gebratener Reis mit gewürfeltem Hühnerfleisch und gesalzenem Fisch (鹹魚雞粒炒飯)Xianyu jili chaofan (鹹魚雞粒炒飯), gebratener Reis mit Hühnchen und gesalzenem Fisch ist eine typische lokale Hausmannskost, die oft in Hongkongs „Tee-Restaurants“ (kant. Cha chaan teng) angeboten wird und sich bei den Einheimischen großer Beliebtheit erfreut.
Baozi mit gesalzenem Fisch (鹹魚大包)Xianyu dabao (鹹魚大包), das Baozi (gefüllter Hefekloß) mit gesalzenem Fisch war ein Lieblingsgericht des Kaisers Kangxi der Qing-Dynastie. Es ist eine Art Baozi („chinesische Dampfnudel“) mit einer Füllung aus geschnittenem Schweinefleisch und gesalzenem Fisch.
Tofu-Suppe mit gesalzenem Fischkopf (鹹魚頭豆腐湯)Xianyutou doufutang (鹹魚頭豆腐湯) ist eine beliebte einfache Suppe der Kanton-Küche. Als Hausmannskost in den schwülheißen Gegenden von Guangdong wird die Suppe aufgrund ihrer Einfachheit und dem salzigen Geschmack von vielen geschätzt. Zu den Grundzutaten dieser Suppe gehören Ingwer, gesalzene Fischköpfe und Tofu.

## Kultureller Bezug

### Sprache
Im kantonesischen Slang werden Leichen umgangssprachlich als „gesalzener Fisch“ (鹹魚) bezeichnet, und eine Reihe anderer Ausdrücke leiten sich von dieser Verwendung ab. Eine umgangssprachliche kantonesische Redewendung für etwas, das gerettet oder wiederbelebt wird, da es den Anschein hat, dass dessen Ende naht oder kaum eine Überlebenschance hat, lautet haam yu faan saang (鹹魚翻生), wörtlich „ein gesalzener Fisch, der wieder zum Leben erwacht“. Diese Redewendung wird auch gern verwendet, um eine totgeglaubte Person, eine untergehende Organisation oder Karriere zu beschreiben, der normalerweise das Ende bevorsteht, die jedoch ein Comeback feiert. Die umgangssprachliche Redewendung Sik dak haamyu dai dak hot (食得鹹魚，抵得渴) bedeutet, dass „diejenigen, die gesalzenen Fisch essen, den Durst ertragen müssen“; die Redewendung – „wer gesalzenen Fisch isst, der hält auch den Durst aus“ – wird gern zitiert, um Menschen zu sagen, dass sie die Konsequenzen ihres Handelns selbst tragen müssen.

### Musik
Ein bekanntes kantonesisches Lied aus dem Album „Without the 2 of Us“ (Originaltitel 分分鐘需要你 Fēnfēnzhōng xūyào nǐ, deutsch ‚Braucht Dich jede Minute‘) des populären Hongkonger Cantopop-Sängers George Lam hat eine Zeile, die sich auf gesalzenen Fisch bezieht. Die Zeile lautet:

“鹹魚白菜也好好味”

„Haam4jyu4 Baak1coi3 jaa5 hou2hou2mei6“

„Und sogar Salzfisch und Pak Choi schmecken wirklich gut“

Da der gesalzene Fisch das symbolische Gericht der Armen ist, spielt diese Zeile darauf an, dass mit Liebe selbst ein einfaches und bescheidenes Leben ausreicht, um glücklich und zufrieden zu sein.

### Film
Der Hongkonger Blockbuster Shaolin Kickers bezieht sich in einem Satz auf gesalzenen Fisch:

“A man without dreams is just salted fish”

„Ein Mensch ohne Träume im Leben ist wie ein gesalzener Fisch („gesalzener Fisch“ sinngemäß hier: „lebende Leichen, ohne Träume oder den Wunsch etwas zu erreichen“)“

Dieser Satz wurde in Hongkong so populär, dass er mit einem traditionellen chinesischen Sprichwort verwechselt wurde und sogar in Veröffentlichungen als solches zitiert wurde.

## Krebswarnung und gesundheitliche Bedenken
In dem letzten halben Jahrhundert wurden umfangreiche Forschungsarbeiten durchgeführt, die Verbindungen zwischen dem Verzehr von gesalzenem Fisch und Nasen-Rachen-Krebs, einer ansonsten äußerst seltenen Krebsart, herstellen. Gesundheits- und Krebsverbände stufen den gesalzenen Fisch als krebserregend der Gruppe 1 ein.
1967 legte Ho Beweise dafür vor, dass die Tankas, die das Gericht täglich konsumierten, im Vergleich zur kantonesischen Bevölkerung in Hongkong doppelt so häufig an Nasen-Rachen-Krebs erkrankten. Da gesalzener Fisch ein Teil der Grundnahrungsmittel für Kinder und arme Bevölkerungsgruppen in Südchina ist, haben diese Bevölkerungsgruppen das höchsten Risiko an Nasen-Rachen-Krebs zu erkranken.
Die Prävalenz von Nasen-Rachen-Krebs ist signifikant höher in Bevölkerungsgruppen, die große Mengen des gesalzenen Fisches konsumieren, und zwar in aufsteigender Reihenfolge: China, Indonesien, Vietnam, Indien und Malaysia. Aufgrund der ungewöhnlich hohen Prävalenz in Südchina, wobei die Provinz Guandong und Hongkong eine der höchsten Inzidenzen der Welt melden, wurde diese Krebsart auch als „Der kantonesische Krebs“ bezeichnet.
Proben des gesalzenen Fisches enthalten hohe Konzentrationen mehrerer N-Nitrosamine und von Vorläufern wie N-Nitrosodimethylamin, N-Nitrosodiethylamin, N-Nitrosopyrrolidin und N-Nitrosopiperidin, die sich als krebserregend bei Tieren erwiesen haben. Zudem kommt es nach endogener chemischen Nitrosierung von gesalzenem Fisch mit Nitrit unter sauren Bedingungen zu einer erhöhten Bildung von N-Nitrosaminen. Es wurde gezeigt, dass die im Urin ausgeschiedenen N-Nitrosaminosäuren bei Probanden, die in Hochrisikogebieten, im Vergleich zu denen, die in den Niedrigrisikogebieten lebten, erhöht waren. Diese Ergebnisse deuten auf eine Exposition von krebserregenden N-Nitroso-Verbindungen hin, die in gesalzenem Fisch vorgebildet oder endogen durch Nitrosierung der Vorläufer gebildet werden.
Es ist unklar, ob sich nach all den Recherchen die öffentliche chinesische oder kantonesische kulturelle Einstellung zu diesem Gericht geändert hat, nachdem die Menschen sich des Problems bewusster geworden sind. Es ist sicher, dass diese Bevölkerungsgruppen nie ganz aufhören werden, Fisch zu essen, da es sich um ein wichtiges kulturelles Gericht handelt und ein Gericht, auf das sich einige arme Bevölkerungsgruppen in der Vergangenheit zum Überleben verlassen haben.

## Regulierung
Über den Safe Drinking Water and Toxic Enforcement Act of 1986 besteht in Kalifornien seit 29. April 2011 eine Kennzeichnungspflicht für Lebensmittelprodukte, die „gesalzener Fisch nach chinesischer Art“ (englisch Chinese-style Salted Fish) enthalten.

## Galerie

Vor und nach der Zubereitung als Speise – Gesalzener Fisch nach Kantonesischer Art
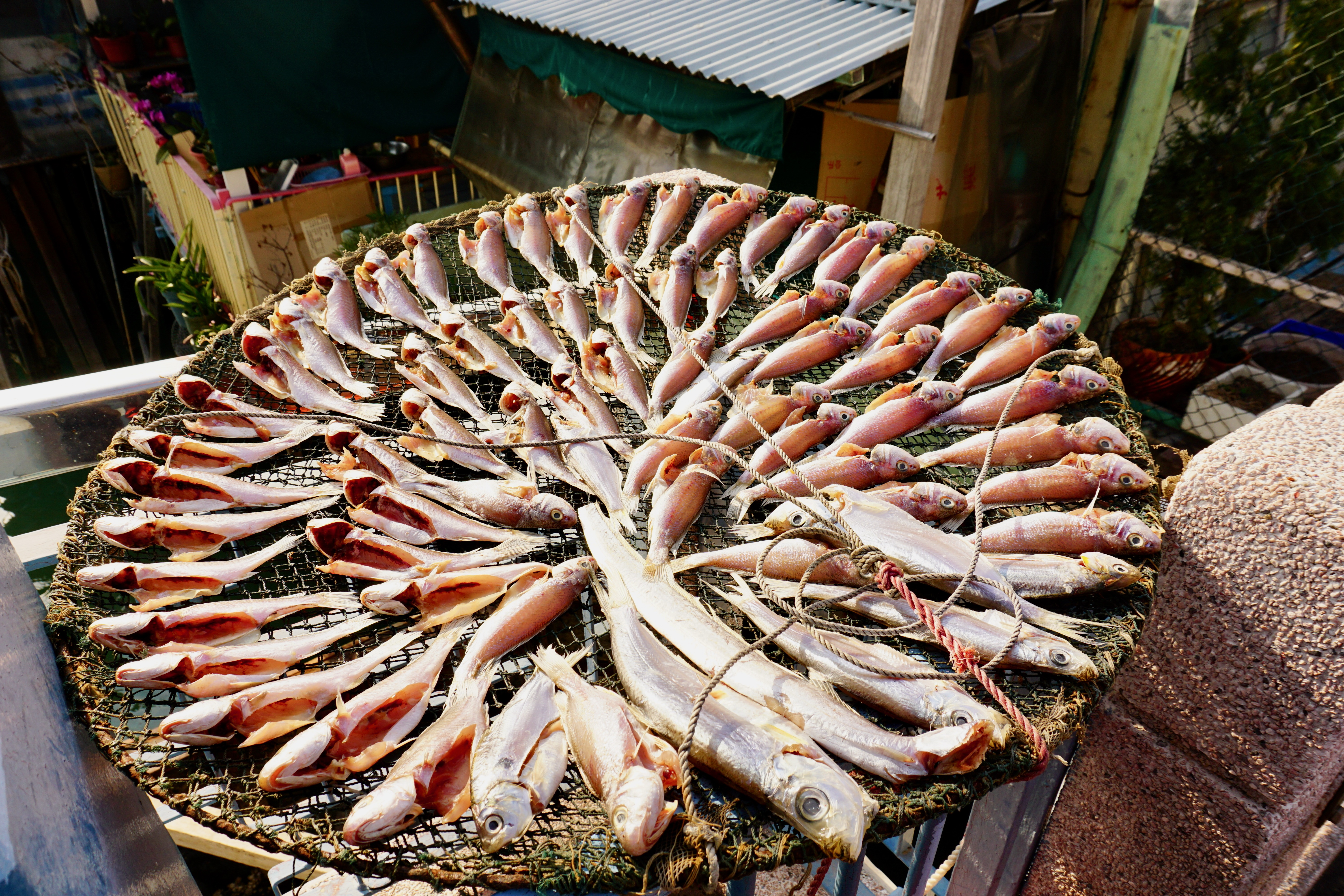
Trocknung durch Luft und Sonne im Fischerdorf Tai O (Hongkong)
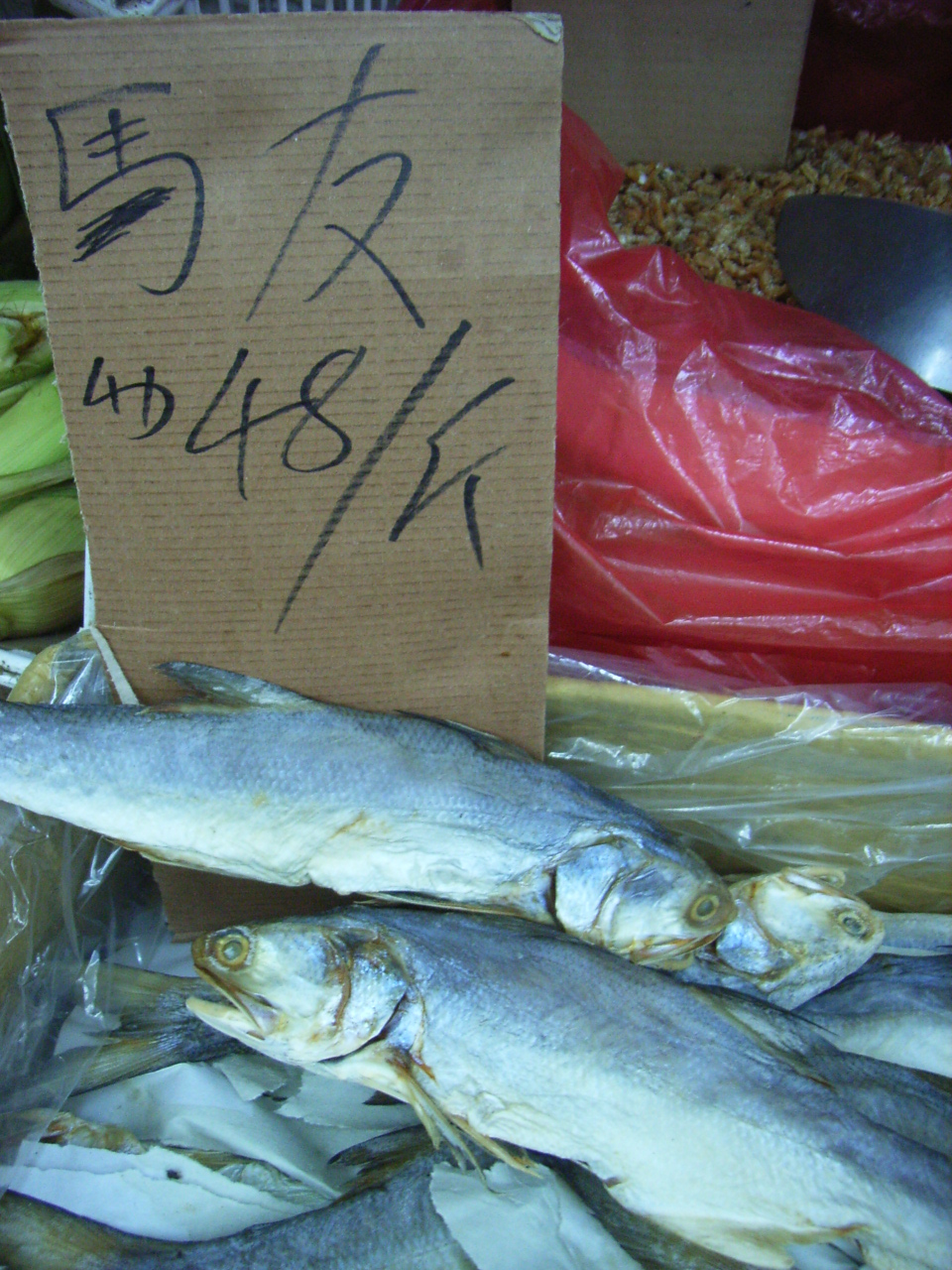
Getrocknete Mayou (馬友) am Markt
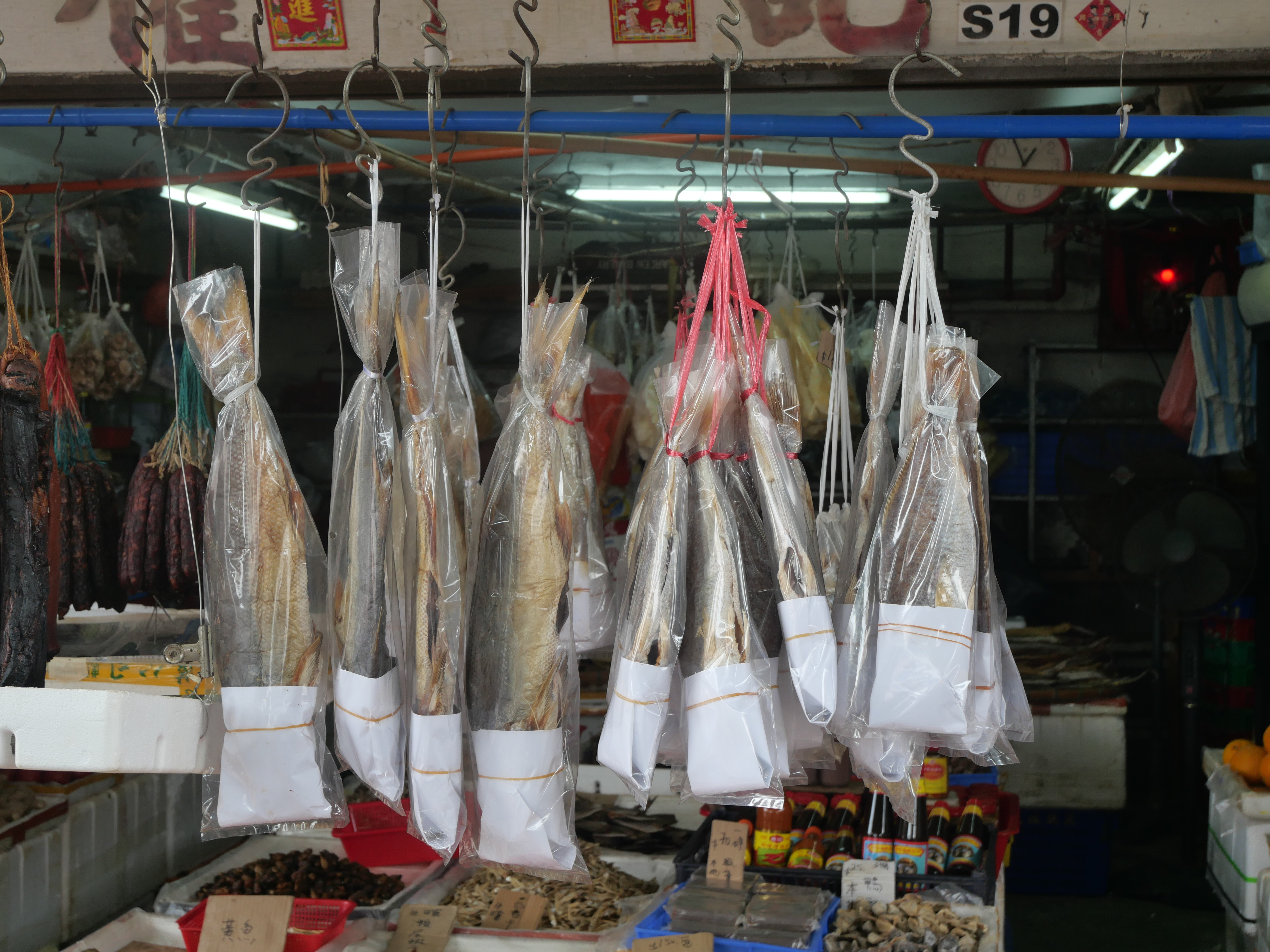
Gesalzener Fisch – verpackt – im Laden von Tuen Mun
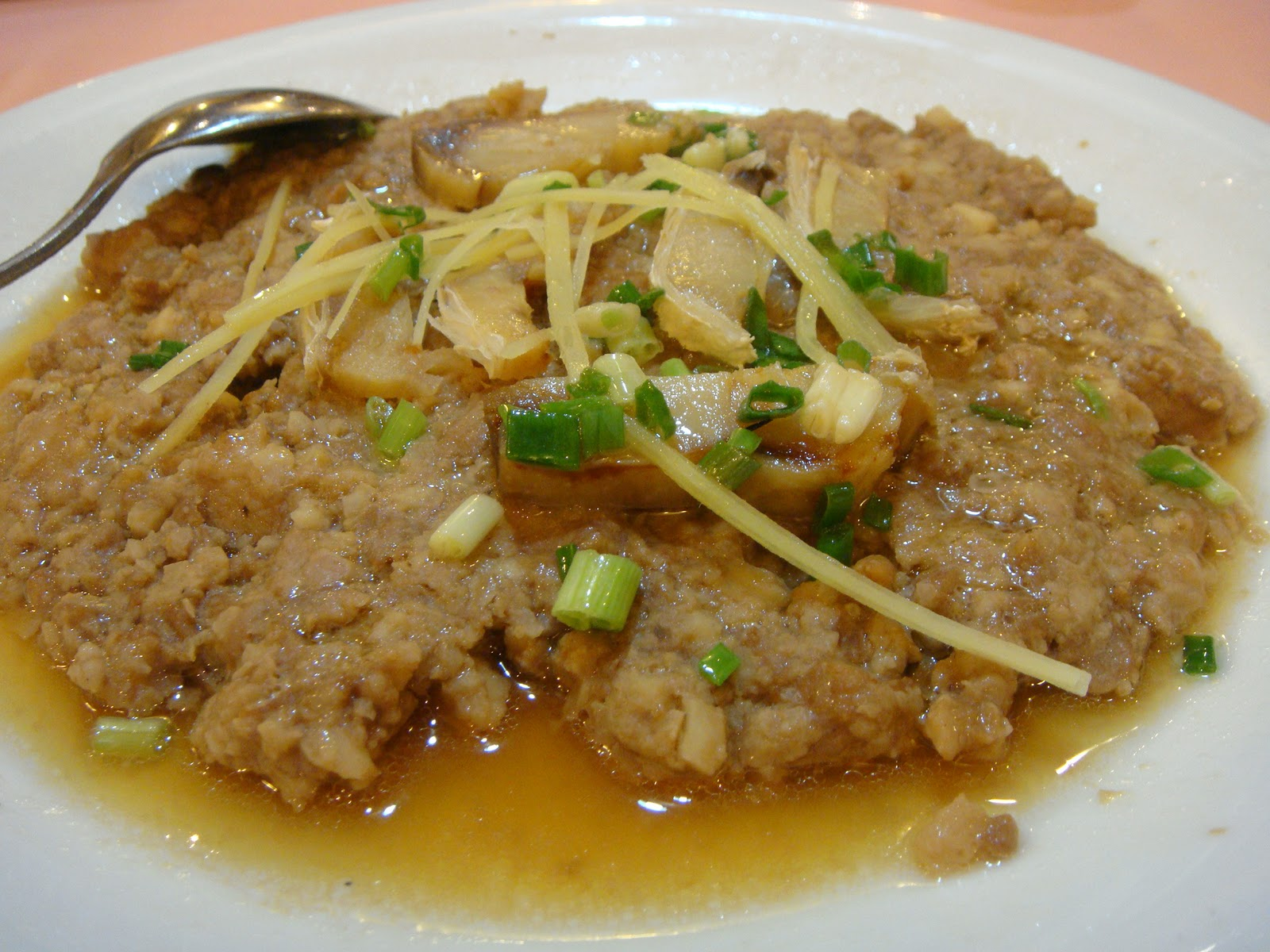
Gedämpftes Schweinehackfleisch mit gesalzenem Fisch – 鹹魚蒸肉餅
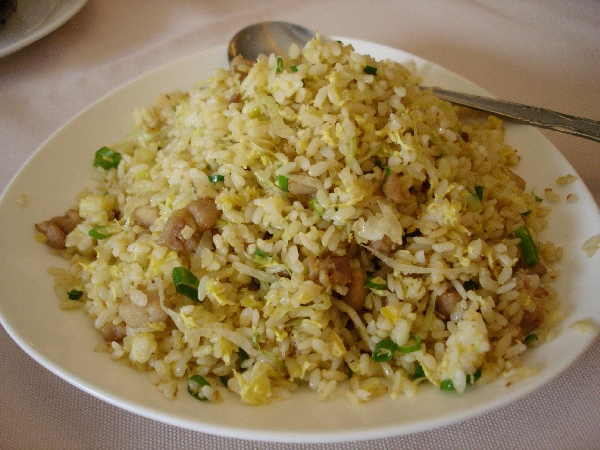
Gebratener Reis mit Huhn und gesalzenem Fisch – 鹹魚雞粒炒飯
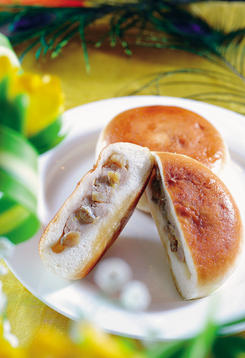
Baozi mit gesalzenem Fisch – 鹹魚大包
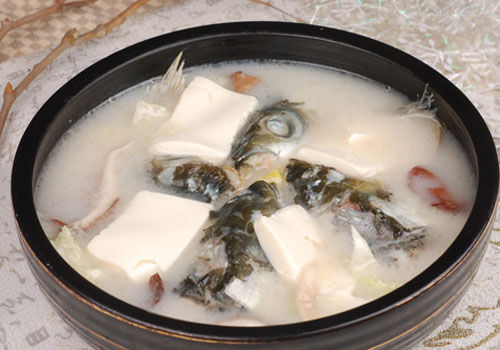
Gesalzener Fischkopf in einer Tofu-Suppe – 鹹魚頭豆腐湯